# Aigrefeuille-d'Aunis
Aigrefeuille-d'Aunis è un comune francese di 4 479 abitanti situato nel dipartimento della Charente Marittima nella regione della Nuova Aquitania.

## Storia

### Simboli
Lo stemma è stato adottato dal consiglio comune nel 1980 riprendendo lo storico emblema della regione dell'Aunis.

### Onorificenze
- Croix de guerre 1939-1945

## Società

### Evoluzione demografica
Abitanti censiti